# Вулиця Петровського (Донецьк)
Вулиця Петровського — одна з головних вулиць міста Донецька. Розташована між вулицею Кірова і трасою на Мар'їнку.

## Історія
Вулиця названа на честь радянського революціонера Григорія Петровського.

## Опис
Вулиця Петровського починається у Кіровському районі, від вулиці Кірова, і завершується в Петровському районі трасою на Мар'їнку. Простягнулася зі сходу на захід. Довжина вулиці становить близько вісімнадцяти кілометрів.

## Транспорт
Вулицею курсують автобуси № 5, 12, 40, 42, 42а, 42б, 47, 57, 58, 59, 60, 61, 64, 65, 67, 68, 72, 76, 76а, 77, 78 та багато мікроавтобусів.